# Sparkle (álbum)
Sparkle é um álbum da cantora americana Aretha Franklin, escrito e produzido pelo falecido Curtis Mayfield. O álbum é a trilha sonora do filme de 1976, Sparkle, estrelado por Irene Cara. Este álbum está na lista dos 200 álbuns definitivos no Rock and Roll Hall of Fame.

## Faixas
1. "Sparkle" (4:13)
2. "Something He Can Feel" (6:21)
3. "Hooked on Your Love" (5:00)
4. "Look into Your Heart" (4:04)
5. "I Get High" (4:11)
6. "Jump" (2:19)
7. "Loving You Baby" (3:48)
8. "Rock With Me" (3:11)